# 8300 Iga
8300 Iga è un asteroide della fascia principale. Scoperto nel 1994, presenta un'orbita caratterizzata da un semiasse maggiore pari a 2,6157914 UA e da un'eccentricità di 0,1691251, inclinata di 11,28835° rispetto all'eclittica.